# Plouvain
Plouvain ist eine französische Gemeinde mit 454 Einwohnern (Stand 1. Januar 2022) im Arrondissement Arras des Départements Pas-de-Calais. Sie liegt im Kanton Brebières und ist Mitglied des Kommunalverbandes Osartis Marquion. Dessen Einwohner werden Plouvainois(es) genannt.
| Gavrelle |         | Biache-Saint-Vaast |
|          | Kompass | Biache-Saint-Vaast |
| Rœux     | Pelves  |                    |

## Sehenswürdigkeiten

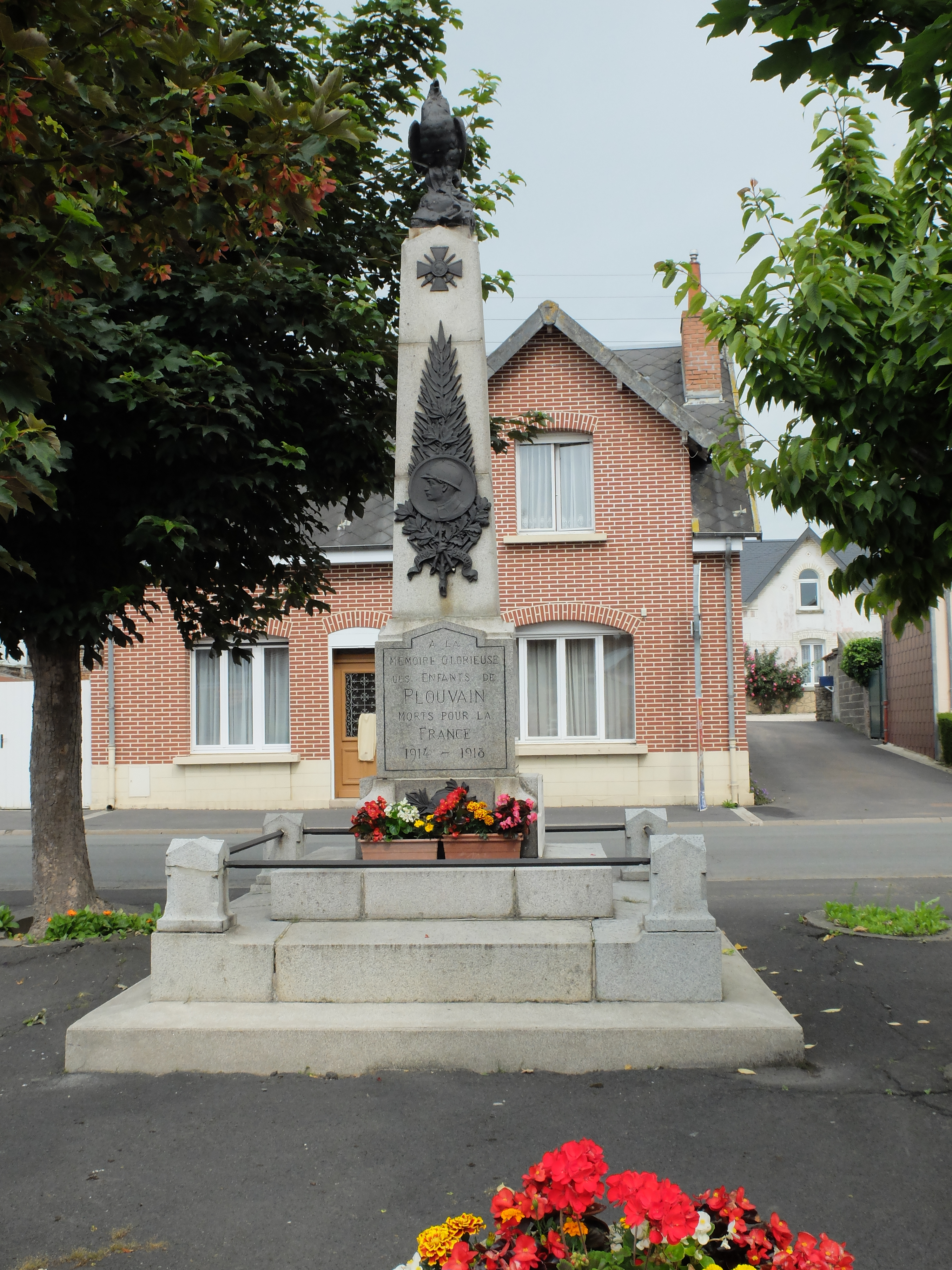
Kriegerdenkmal
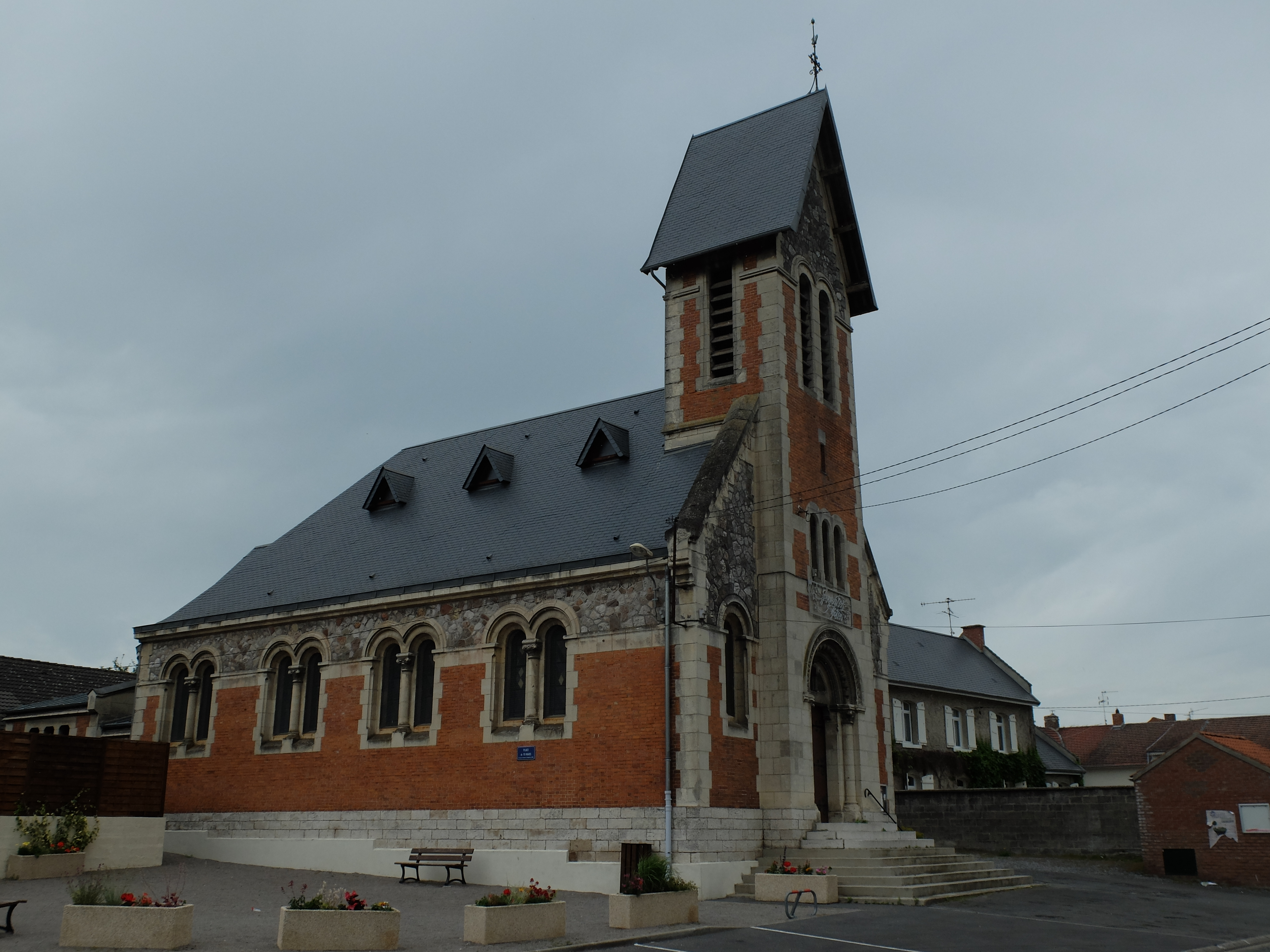
Kirche Sainte-Anne